# Jakub Józef Stanowski
Jakub Józef Stanowski (ur. 23 marca 1818, zm. 3 listopada 1889 w Poznaniu) – polski lekarz weterynarii, profesor Szkoły Rolniczej im. Haliny w Żabikowie, uczestnik rewolucji 1848 roku.

## Życiorys
Jakub Rawicz Stanowski urodził się w Ruchocinku w rodzinie ziemiańskiej Ignacego Stanowskiego, kapitana wojsk napoleońskich oraz Marcjanny z domu Bieńkowska. Początkowo uczył się w domu, a później uczęszczał do gimnazjum Marii Magdaleny w Poznaniu. Będąc 12-letnim chłopcem uczestniczył w powstaniu listopadowym. Po ukończeniu gimnazjum w Berlinie w Chobienicach i Dąbrowie w Wielkopolsce odbywał praktykę rolniczą, ale Karol Marcinkowski i Maciej Mielżyński namówili go, żeby zajął się weterynarią. Pod koniec 1841 roku rozpoczął studia wyższe z weterynarii w Berlinie, które ukończył w 1845 roku i uzyskał dyplom weterynarza I klasy oraz do 1846 roku studiował w Eldenie koło Greifswaldu na akademii rolniczej. Po studiach powrócił do Wielkopolski i zajął się własnym majątkiem oraz prowadzeniem praktyki weterynaryjnej. Był uczestnikiem organizowania gwardii narodowej w 1848 roku oraz brał udział w walkach z Prusakami pod Nowym Miastem, Miłosławiem i Bugajem, gdzie go ciężko raniono. Był weterynarzem powiatowym w roku 1849 po zamieszkaniu w Środzie Wielkopolskiej i od tego czasu ściśle współpracował z redakcją nowo powstałego czasopisma rolniczego „Ziemianin” zamieszczając w nim artykuły dotyczące weterynarii. W majątku Kijewo, które wydzierżawił w 1856 roku prowadził doświadczenia hodowlane. Chcąc nauczyć się prowadzenia hodowli koni odbył w tym celu w 1862 roku podróż do Londynu, Paryża i Stuttgartu. Był w organizacjach powstańczych w powstaniu styczniowym w powiatach nadgranicznych Księstwa Poznańskiego. W Szkole Rolniczej im. Haliny w Żabikowie był profesorem weterynarii oraz chowu zwierząt gospodarskich od 1870 do 1876 roku. Od 1880 do 1883 roku w Czernichowie koło Krakowa prowadził w tamtejszej Szkole Rolniczej wykłady tych samych przedmiotów oraz anatomii zwierząt. Powrócił do Poznania i zajął się opieką weterynaryjną owczarni, które znajdowały się w Wielkopolsce i w zaborze rosyjskim. Jakub Stanowski działał w Poznańskim Towarzystwie Przyjaciół Nauk, Towarzystwa Przemysłowego i innych towarzystwach. Chciał w Poznaniu utworzyć towarzystwo fizjograficzne, ale od władz pruskich nie otrzymał zezwolenia. Zmarł w Poznaniu 3 listopada 1889 roku.
Od 1850 roku jego żoną była Helena Mielecka, a następnie Jadwiga Kłobukowska i miał synów Józefa i Jana, który zmarli w wieku dziecięcym.
Jakub Stanowski wydał drukiem prace o hodowli owiec i koni: Książka rodowodowa znakomitszych owczarni zarodowych pochodzenia hiszpańskiego na rok 1868, Szkice hippologiczne (1868), Objaśnienia i wskazówki do prowadzenia i użycia regestru rodowodowego przy hodowli koni (1872). W Warszawie współpracował z redakcją Encyklopedii rolniczej.